# 전용준
전용준(全鏞埈, 1972년 8월 9일(음력 7월 1일)~)은 대한민국의 방송인이다.

## 개요
전용준은 서울대학교 인류학과를 학사 학위하고 1995년 ~ 1998년까지 3년 간을 학군사관에 임관하여 병역을 마쳤다.
1998년 iTV 공채를 통해 MC로 데뷔하였다. 주로 스포츠와 게임 캐스터로 활동하고 있다. 온게임넷에서는 스타크래프트 종목을 통해 캐스터로 데뷔하였다.
2019년 스타크래프트: 리마스터 아나운서 목소리 컨텐츠에 엄재경, 김정민과 함께 참여하였다.

## 논란
말을 심하게 더듬고 발음이 부정확한 중계로 문제가 되고 있다. 또한 날이 갈수록 심해지는 쉰목소리로 불편감을 주고 있으며, 쓸데없이 고함을 지르거나 지나치게 큰 목소리로 떠드는 등 캐스터의 기본이 안되어 있다는 평가가 많다.

## 가족관계
- 부인 서진희 (2006년 7월 30일 결혼) - 정치인 신계륜의 전 비서관[5][6]

## 방송 경력

### iTV경인방송
- 《메이저 리그 베이스볼》
- 《WCW 프로레슬링》
- 《열전 게임챔프》

### 문화방송
- 《일요일 일요일 밤에 - 미스터 요리왕》
- 《무한도전 - WM7 레슬링 특집》
- 《일요일 일요일 밤에 - 오늘을 즐겨라》

### SBS
- 《게임쇼 즐거운 세상》
- 《WWE 프로레슬링 WWE 러)》(2002년 SBS 스포츠 파업사건후 캐스터를 맡았지만, 3주 방송 후 이승륜 캐스터로 교체되었다.)

### 한국방송공사
- 《더 드리머》

### OGN (구 온게임넷)
- 《스타리그》
- 《프로리그》
- 《카트라이더 리그》
- 《아발론 리그》
- 《메탈레이지 슈퍼클랜 마스터리그》
- 《아발론 인비테이셔널》
- 《사이버 사커 챔피언십》
- 《철권 5대 천왕전》
- 《KBK 스타크래프트 마스터즈 2000》
- 《이오리스배 킹 오브 파이터스 천왕전》
- 《열혈강호 사커 무협리그》
- 《리그오브레전드 AZUBU THE CHAMPIONS SPRING 2012》
- 《리그오브레전드 AZUBU THE CHAMPIONS SUMMER 2012》
- 《리그오브레전드 LOL WORLD CHAMPIONSHIP 시즌2》
- 《리그오브레전드 OLYMPUS LOL THE CHAMPIONS WINTER 2012~2013》
- 《리그오브레전드 OLYMPUS LOL THE CHAMPIONS SPRING 2013》
- 《리그오브레전드 HOT6 LOL THE CHAMPIONS SUMMER 2013》
- 《리그오브레전드 HOT6 LOL THE CHAMPIONS WINTER 2013~2014》
- 《리그오브레전드 HOT6 LOL THE CHAMPIONS SPRING 2014》
- 《스타행쇼 시즌 4》
- 《오버워치 APEX 시즌 2》
- 《오버워치 APEX 시즌 3》
- 《오버워치 APEX 시즌 4》

### tvN
- 《재밌는 TV 롤러코스터 속타그래붙어》
- 《안투라지》

### 수퍼액션 (현 OCN Thrils)
- 《프로레슬링(TNA)》 중계방송

### QTV
- 《YES CHEF2(예스 셰프 시즌2)》
- 《죽 쑤는 여자, 죽지 않는 남자》

### JTBC
- 《메이드 인 유》
- 《신화방송》

### 기타 경력
- 《CREATIVE-G 2006》 심사위원
- 영화《히트 (2011)》카메오 출연
- 영화《알투비: 리턴투베이스 (2012)》카메오 출연

## 수상
- 2022년 LCK 어워드 LCK 10주년 공로상[7]